# Paula Lustig
Paula Lustig, verheiratete Granichstädten (* 10. November 1891 in Wien; † 13. Februar 1983 in Newton) war eine österreichische Kunsthandwerkerin und Textilkünstlerin.

## Leben und Werk
Die Eltern von Pauline Lustig waren Therese Lustig, geborene Reschowsky und ihr Mann Moritz. Sie erhielt Privatunterricht bei der Malerin Emma Schlangenhausen. Von 1910 bis 1912 studierte Lustig als Gasthörerin an der Kunstgewerbeschule Wien bei Rosalia Rothansl in der Textilwerkstätte und Franz Čižek in der Fachklasse Ornamentale Formenlehre. 
Um 1911 war sie an der Ausführung des Marien-Ornats für das Stift Klosterneuburg beteiligt. Der Entwurf zu dieser herausragenden kunsthandwerklichen Arbeit des Jugendstils, stammte von Anton Hofer. Der Schüler Josef Hoffmanns hatte den ersten Preis in einem Gestaltungswettbewerb gewonnen. Die Leitung der Ausführung des Ornats übernahm Rosa Rothansl. Die Ausführung der figuralen Teile oblagen Maria Bernhuber und Marie Händler und für die Ornamentausführung waren Grete Berger, Irene Blahy, Helene Klimt und Paula Lustig zuständig.
Im Jahr 1916 heiratete Lustig den Kaufmann Robert Granichstädten (1879–1941). Im Jahr 1917 wurde die Tochter Anna Luise geboren, 1918 der Sohn Anton Michael. 
1921/1922 studierte Paula Granichstädten noch einmal an der Kunstgewerbeschule Wien bei Franz Čižek, dieses Mal in der allgemeinen Abteilung.
Im Archiv der Wiener Werkstätte befinden sich Modellbucheinträge zum Entwurf eines Schirmgriffs, Armreifs, Blumentopfes und einer keramischen Figur der Künstlerin. Ihre Textilarbeiten wurden 1937 auf der Exposition internationale des arts décoratifs et industriels modernes in Paris präsentiert. Das 1931 erschienene Buch »6 Christmas Rhymes« übersetzte Paula Lustig ins Englische. Die Illustrationen im Buch stammten von Emmy Zweybrück.
Aufgrund der Verfolgung als Jüdin immigrierte sie 1941 über Spanien in die USA. Dort arbeitete sie als Entwerferin am Wellesley Textile Studio in Massachusetts.

## Arbeiten (Auswahl)
- 1936: Heraldische Spitze[4]

## Ausstellungen (Auswahl)
- 1911/12: Ausstellung des Österreichischen Kunstgewerbes, Österreichisches Museum für Kunst und Industrie
- 1936: Ausstellung von Spitzen und Graphikem im Österreichischen Museum für Kunst und Industrie
- 1936: Triennale, Mailand
- 1937: Exposition internationale des arts décoratifs et industriels modernes, Paris

## Auszeichnungen (Auswahl)
- Ehrendiplom der Triennale Mailand (honorary diploma)[5]